# Ekonomiåret 1909

## Händelser
- 14 juli - SAF varslar 80.000 om lockout. LO svarar med varsel om allmän strejk.
- 4 augusti - Storstrejk utbryter i Sverige. Landet är under månaden lamslaget innan en uppgörelse nås.
- 4 september - Då strejkkassorna börjar sina beslutar LO om återgång till arbetet, varmed storstrejken är över. Den är ett nederlag för LO, som förlorar hälften av sina medlemmar (186.226 1907 mot 79.926 1911).

## Bildade företag
- Vattenfall bildas.[1]

## Födda
- 18 mars - Ernest Gallo, amerikansk företagsledare och vintillverkare.
- 21 augusti - C. Douglas Dillon, amerikansk politiker och diplomat, USA:s finansminister 1961-1965.